# First
«First» — третій і останній сингл першого альбому американської поп-співачки Ліндсі Лоан — «Speak». Спочатку пісня мала мати назву «Speak», і бути головною піснею альбому, але потім її вирішили переробити. Пісня «First» також є саундтреком до фільму «Гербі: Шалені перегони», в якому Ліндсі грає головну роль.

## Музичне відео
Режисер — Джейк Нава. До відеокліпу входять нарізки з фільму «Гербі: Шалені перегони» і сцени, де Ліндсі співає зі своїм гуртом.

## Список пісень
CD-сингл
1. «First» — 3:29
2. «Symptoms of You» — 2:56

Максі-сингл
1. «First» — 3:29
2. «Symptoms of You» — 2:56
3. «Rumors» (The Sharp Boys Club Gossip Vocal Remix) — 7:23
4. «First» (інструментал) — 3:28

Японський сингл
1. «First» — 3:29
2. «First» (інструментал) — 3:28

## Чарти
| Чарт                          | Місце |
| ----------------------------- | ----- |
| Australian ARIA Singles Chart | 31    |
| Swiss Singles Top 100         | 41    |
| German Singles Chart          | 74    |